# Rhynchocyclus
Rhynchocyclus är ett fågelsläkte i familjen tyranner inom ordningen tättingar.

## Arter i släktet
Släktet omfattar fem arter med utbredning från södra Mexiko till västra Bolivia:
- Glasögonflatnäbb (R. brevirostris)
- Östlig olivflatnäbb (R. olivaceus)
- Västlig olivflatnäbb (R. aequinoctialis)
- Kustflatnäbb (R. pacificus)
- Bergskogsflatnäbb (R. fulvipectus)

## Familjetillhörighet
Släktet behandlas vanligen som en del av familjen tyranner. Vissa taxonomiska auktoriteter har dock valt att dela upp tyrannerna i flera familjer efter DNA-studier som att tyrannerna består av fem klader som skildes åt redan under oligocen, Rhynchocyclus förs då till familjen Pipromorphidae.